# Croton habrophyllus
Croton habrophyllus là một loài thực vật có hoa trong họ Đại kích. Loài này được Airy Shaw mô tả khoa học đầu tiên năm 1976.